# Liste der Kulturdenkmale in Tautendorf (Leisnig)
In der Liste der Kulturdenkmale in Tautendorf sind die Kulturdenkmale des Leisniger Ortsteils Tautendorf verzeichnet, die bis Mai 2023 vom Landesamt für Denkmalpflege Sachsen erfasst wurden (ohne archäologische Kulturdenkmale). Die Anmerkungen sind zu beachten.
Diese Aufzählung ist eine Teilmenge der Liste der Kulturdenkmale in Leisnig.

## Tautendorf
| Bild                                    | Bezeichnung | Lage                  | Datierung                                                 | Beschreibung | ID       |
| --------------------------------------- | --- | --------------------- | --------------------------------------------------------- | --- | -------- |
| Direkt Bild zu diesem Denkmal hochladen | Schanzenmühle: Mühlenwohnhaus und Wassermühle mit technischer Ausstattung, Scheune, Mühlstein (außerhalb des gegenüberliegenden Gartens), Garten (gegenüber Nr. 18) sowie Mühlgraben (vom Schanzenbach abzweigend) | Tautendorf 18 (Karte) | 1558 und bezeichnet mit 1827 (Naturstein-Rundbogenportal) | Alter Mühlenstandort mit vielen erhaltenen Anlagenteilen, ortsbildprägende Zeugnisse der Regionalgeschichte und der Industriegeschichte. - Mühlengebäude: zwei Geschosse, acht Achsen, Bruchsteinbau mit Putzfassade, Naturstein-Rundbogenportal bezeichnet mit 1827 mit schöner zweiflügeliger Haustür und alter Klinke sowie originalem Oberlicht, einseitiges Krüppelwalmdach, 1558 erstmals erwähnt, bis 1922 Antrieb mit Wasserrad, bis 1965 als Getreidemühle und bis 1990 als Schrotmühle genutzt, Stilllegung 1990, komplette Mühleneinrichtung funktionstüchtig, Mühlgraben versiegt, Wehr defekt - Garten außerhalb: Nebenanlage, erhaltene Einfriedung - Mühlentechnik: im Erdgeschoss zwei Walzenstühle aus dem 19. Jahrhundert, 24-PS-Einzylinder-Dieselmotor von 1934 | 08967630 |

## Tabellenlegende
- Bild: Bild des Kulturdenkmals, ggf. zusätzlich mit einem Link zu weiteren Fotos des Kulturdenkmals im Medienarchiv Wikimedia Commons. Wenn man auf das Kamerasymbol klickt, können Fotos zu Kulturdenkmalen aus dieser Liste hochgeladen werden:
- Bezeichnung: Denkmalgeschützte Objekte und ggf. Bauwerksname des Kulturdenkmals
- Lage: Straßenname und Hausnummer oder Flurstücknummer des Kulturdenkmals. Die Grundsortierung der Liste erfolgt nach dieser Adresse. Der Link (Karte) führt zu verschiedenen Kartendiensten mit der Position des Kulturdenkmals. Fehlt dieser Link, wurden die Koordinaten noch nicht eingetragen. Sind diese bekannt, können sie über ein Tool mit einer Kartenansicht einfach nachgetragen werden. In dieser Kartenansicht sind Kulturdenkmale ohne Koordinaten mit einem roten bzw. orangen Marker dargestellt und können durch Verschieben auf die richtige Position in der Karte mit Koordinaten versehen werden. Kulturdenkmale ohne Bild sind an einem blauen bzw. roten Marker erkennbar.
- Datierung: Baubeginn, Fertigstellung, Datum der Erstnennung oder grobe zeitliche Einordnung entsprechend des Eintrags in der sächsischen Denkmaldatenbank
- Beschreibung: Kurzcharakteristik des Kulturdenkmals entsprechend des Eintrags in der sächsischen Denkmaldatenbank, ggf. ergänzt durch die dort nur selten veröffentlichten Erfassungstexte oder zusätzliche Informationen
- ID: Vom Landesamt für Denkmalpflege Sachsen vergebene, das Kulturdenkmal eindeutig identifizierende Objekt-Nummer. Der Link führt zum PDF-Denkmaldokument des Landesamtes für Denkmalpflege Sachsen. Bei ehemaligen Kulturdenkmalen können die Objektnummern unbekannt sein und deshalb fehlen bzw. die Links von aus der Datenbank entfernten Objektnummern ins Leere führen. Ein ggf. vorhandenes Icon  führt zu den Angaben des Kulturdenkmals bei Wikidata.